# Льовін Олександр Андрійович
Олександр Андрійович Льовін (1903, село Алтата Новоузенського повіту Самарської губернії, тепер Самарської області, Російська Федерація —  розстріляний 21 квітня 1938, місто Москва, Російська Федерація) — радянський комсомольський і партійний діяч, завідувач секретного відділу ЦК КП(б)У, 2-й секретар Середньо-Волзького (Куйбишевського) крайового (обласного) комітету ВКП(б), член ВЦВК. Член Комісії партійного контролю при ЦК ВКП(б) у 1934—1937 роках.

## Життєпис
Народився в родині службовця. З 1911 по 1914 рік навчався в церковноприходських школах сіл Новорєпноє і Головінщино Новоузенського повіту Самарської губернії. У 1914—1919 роках — учень чоловічої гімназії в місті Ніколаєвську (Пугачові) Самарської губернії, закінчив п'ять класів. У 1919 році вступив до комсомолу.
З квітня 1919 року — голова Ніколаєвського міського комітету комсомолу (РКСМ) Самарської губернії.
З червня 1919 року — в більшовицькому партизанському русі в Ніколаєвському повіті Самарської губернії.
Член РКП(б) з серпня 1919 року.
У грудні 1919 — квітні 1920 року — голова Ніколаєвського повітового комітету РКСМ Самарської губернії.
У травні — жовтні 1920 року — завідувач шкільного, організаційного відділів Самарського губернського комітету РКСМ, секретар Самарського губернського комітету РКСМ.
У листопаді 1920 — лютому 1921 року — відповідальний секретар Пугачовського повітового комітету РКСМ Самарської губернії.
У лютому — липні 1921 року — завідувач агітаційно-пропагандистського відділу Пугачовського повітового комітету РКП(б) Самарської губернії.
У серпні 1921 — травні 1922 року — завідувач організаційного відділу, відповідальний секретар Пугачовського повітового комітету РКП(б) Самарської губернії.
У травні — жовтні 1922 року — відповідальний секретар Ставропольського повітового комітету РКП(б) Самарської губернії.
У жовтні 1922 — липні 1924 року — відповідальний секретар Балаковського повітового комітету РКП(б) Самарської губернії.
У серпні 1924 — лютому 1926 року — секретар партійного бюро партійної організації секретаріату ЦК РКП(б) у Москві.
У квітні — листопаді 1926 року — курсант полкової школи 102-го полку 34-ї стрілецької дивізії РСЧА.
У листопаді 1926 — травні 1928 року — помічник завідувача секретного відділу ЦК ВКП(б) Івана Товстухи.
У травні — липні 1928 року — завідувач секретного відділу ЦК КП(б) України в Харкові.
У липні 1928 — січні 1933 року — помічник секретаря ЦК ВКП(б) Лазаря Кагановича.
У січні 1933 — березні 1934 року — заступник завідувача сільськогосподарського відділу ЦК ВКП(б).
У лютому — квітні 1934 року — секретар Бюро Комісії партійного контролю при ЦК ВКП(б) та керівник групи по Народному комісаріаті землеробства СРСР Комісії партійного контролю при ЦК ВКП(б).
У квітні — грудні 1934 року — начальник Політичного управління машинно-тракторних станцій Народного комісаріату землеробства СРСР — заступник народного комісара землеробства СРСР по політичній частині.
17 грудня 1934 — серпень 1937 року — 2-й секретар Середньо-Волзького (Куйбишевського) крайового (обласного) комітету ВКП(б).
20 серпня 1937 року заарештований органами НКВС у місті Куйбишеві. Засуджений Воєнною колегією Верховного суду СРСР 21 квітня 1938 року до страти, розстріляний того ж дня. Похований на полігоні «Комунарка» біля Москви.
3 вересня 1955 року реабілітований, 6 березня 1956 року посмертно відновлений у партії.